# Romet Kadet
Kadet − polski jednoosobowy motorower, produkowany przez Zakłady Rowerowe Romet w Bydgoszczy, w latach 1980–1993. Następca popularnego Komara, produkowany w dwóch wersjach. Motorower ten ma silnik typu 023 osiągający moc 1,7 KM (1,25 kW) i prędkość obrotową 4800 obr./min. Kadet miał być motorowerem bardziej dla kobiet niż dla mężczyzn, ponieważ niskie załamanie ramy pozwala wsiadać bez konieczności przekładania nogi przez motorower. Kadet jeździ na kołach 16 calowych z hamulcami bębnowymi o średnicy bębna 97 mm.
Następca popularnego i produkowanego przez wiele lat Komara, a także Pegaza. Pojazd produkowano także w odmianie M-781, różnicą było wykonanie kół ze stopu lekkiego.

## Kadet 110 Automatic
Motorower produkowany równolegle z wersją M-780. Jako jedyny polski motorower wyposażony został w silnik z automatyczną skrzynią biegów. Aby zastosować silnik Jawa 225 zmieniono uchwyty ramy, przełożenie przekładni łańcuchowej oraz dokonano zmian w instalacji elektrycznej. Dźwignia hamulca tylnego znajduje się po lewej stronie kierownicy, czyli tam gdzie zwykle jest sprzęgło.